# E.S.T. Symphony
E.S.T. Symphony, pubblicato nel 2016, è un lavoro di arrangiamento per orchestra e ensemble jazz di alcuni brani degli E.S.T., ad opera di Hans Ek, che nel disco ricopre anche il ruolo di direttore della Royal Stockholm Philharmonic Orchestra, eccetto che per la traccia 7, Dodge the Dodo, il cui arrangiamento fu scritto da Esbjörn Svensson stesso. La scelta dei brani ha il chiaro intento di attraversare buona parte della carriera del trio. Insieme a Dan Berglund e Magnus Öström hanno preso parte alla realizzazione del disco alcuni tra i musicisti più influenti nell'area nordica come Iiro Rantala, Marius Neset, Johan Lindström e Verneri Pohjola.

## Brani
1. e.s.t. Prelude – 6:42
2. From Gagarin's Point of View – 4:43
3. When God Created the Coffeebreak – 6:21
4. Seven Days of Falling – 7:30
5. Wonderland Suite – 12:53
6. Serenade for the Renegade – 6:28
7. Dodge the Dodo – 6:51
8. Eighthundred Streets by Feet – 5:16
9. Viaticum Suite – 10:47
10. Behind the Yashmak – 10:09

## Formazione
- Hans Ek - direttore
- Marius Neset - sassofono tenore e soprano
- Verneri Pohjola - tromba
- Johan Lindström - pedal steel guitar
- Iiro Rantala - pianoforte
- Dan Berglund - contrabasso
- Magnus Öström - batteria
- Royal Stockholm Philharmonic Orchestra